# Stazione di Broni
La stazione di Broni è una stazione ferroviaria posta sulla linea Alessandria-Piacenza, e punto di diramazione della linea Pavia-Stradella.

## Storia
La stazione entrò in funzione il 22 luglio 1858, all'attivazione della tratta Casteggio-Stradella della linea Alessandria-Piacenza.
Nel 1882, con l'attivazione della linea per Pavia, divenne stazione di diramazione.

## Struttura ed impianti
La gestione degli impianti è affidata a Rete Ferroviaria Italiana.
Il fabbricato viaggiatori si compone di tre corpi, uno principale a due piani e due laterali ad un solo piano che si sviluppano simmetricamente: il corpo centrale è composto da sette aperture a centina per entrambi i piani e alla sommità del fabbricato c'è una piccola torretta dove ha sede l'orologio della stazione; i due corpi laterali presentano soltanto una apertura, sempre a centina. 
Dal lato dei binari c'è una pensilina in ferro battuto che presenta una elegante trabeazione ad arco.

Il piazzale binari

Accanto al fabbricato viaggiatori ci sono altri edifici ad un solo piano e di ridotte di dimensioni che ospitano gli uffici tecnici di Rete Ferroviaria Italiana.
La stazione disponeva di uno scalo merci con annesso magazzino: oggi (2010) lo scalo è stato smantellato ed al suo  posto è stato realizzato un parcheggio di interscambio, mentre il magazzino è stato convertito a deposito. L'architettura del magazzino è molto simile a quella delle altre stazioni ferroviarie italiane.
La pianta dei fabbricati è rettangolare.
Il piazzale è composto da tre binari tutti passanti, più un quarto binario adibito al transito o parcheggio di convogli non destinati al servizio viaggiatori. Per accedere al secondo e terzo binario, dalla banchina del primo, è presente un attraversamento a raso. Al quarto binario non è presente una banchina.

## Servizi
La stazione offre i seguenti servizi:
- Biglietteria self-service
- Bar
- Sala di attesa

## Movimento
Il servizio passeggeri è costituito da treni regionali svolti da Trenord nell'ambito del contratto di servizio stipulato con la Regione Lombardia.